# Partito Comunista Indonesiano
Il Partito Comunista d'Indonesia (in indonesiano Partai Komunis Indonesia, PKI) è stato un partito politico comunista indonesiano. Prima di essere annientato con una feroce repressione agevolata dagli Stati Uniti nel 1965, era il terzo partito comunista più grande del mondo, dopo quelli di Unione Sovietica e Cina.

## Iniziale fondazione
Il partito fu fondato su iniziativa del socialista olandese Henk Sneevliet nel 1914, sotto il nome di "Associazione Socialdemocratica delle Indie". Era essenzialmente un'organizzazione composta da 85 membri del Partito Socialdemocratico dei Lavoratori e del Partito Comunista residenti nelle Indie olandesi. Dall'ottobre 1915 l'ASDI pubblicò in tedesco Het Vrije Woord (Il mondo libero). Nel 1917 l'ASDI cominciò a pubblicare un giornale in lingua indonesiana, Soeara Merdika (Libera voce). Nello stesso anno, la fazione riformista dell'organizzazione si scisse e formò il Partito Socialdemocratico delle Indie.

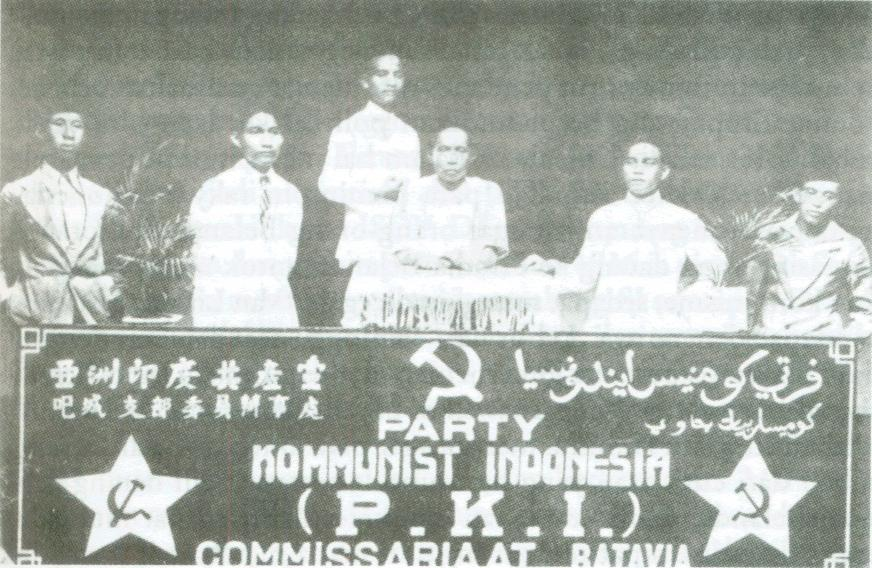
Congresso del Partito Comunista Indonesiano svoltosi nel 1925

Sneevliet, che era il principale teorico e dirigente dell'ASDI, indicò la via della Rivoluzione d'ottobre come la via da seguire. L'organizzazione formò e armò circa tremila Guardie Rosse e diresse una rivolta a Surabaya, la maggiore base dell'arcipelago, formando dei Soviet. Le autorità coloniali ebbero però la meglio e soppressero i Soviet di Surabaya e l'ASDI.
Gran parte dei soldati che avevano disertato per unirsi alle Guardie Rosse furono condannati a più di quarant'anni di prigione. L'ASDI continuò a lavorare clandestinamente e a pubblicare Soeara Rakyat (La voce del popolo). Al Congresso dell'organizzazione nel maggio 1920 a Semarang, l'organizzazione prese il nome di Associazione Comunista delle Indie (Perserikatan Komunis di Hindia) e Semaun fu eletto presidente. L'ACI fu la prima organizzazione comunista indonesiana ad entrare nel Comintern (1920). Sneevliet rappresentò l'Associazione presso l'Internazionale.
Nel 1924, accogliendo l'indicazione di Lenin, l'Associazione si trasformò in Partito Comunista d'Indonesia (PKI) e scelse come presidente Musso. Nel novembre 1926 il Partito guidò le rivolte a Giava e Sumatra, fondando una repubblica sovietica indipendente. La repressione delle autorità coloniali fu feroce: migliaia di persone vennero uccise o imprigionate. Con il pretesto di combattere la ribellione comunista, il governo coloniale incarcerò anche moltissimi attivisti politici non comunisti ma contrari al colonialismo olandese. Il PKI fu formalmente dichiarato illegale nel 1927 e dovette continuare nascosto la propria attività.
Nel 1935 Musso tornò dal suo esilio di Mosca per riorganizzare il Partito. Il PKI cominciò a collaborare con associazioni legali molto popolari allo scopo di prenderne il controllo o di orientarne la linea: i comunisti indonesiani presero parte ai sindacati e nei Paesi Bassi collaborarono con Perhimpunan Indonesia, un'associazione studentesca indonesiana nazionalista. Il PKI, dopo alcuni anni, riuscì a prenderne il controllo.

## Periodo postbellico
Il PKI riemerse nella scena politica dopo la resa giapponese del 1945, guidando in prima linea la lotta indipendentista contro la colonizzazione olandese. Nel febbraio 1948 il PKI e l'ala di sinistra del Partito Socialista Indonesiano (Partai Sosialis Indonesia) formarono il Fronte Democratico Popolare. Dopo non molto tempo, i membri dell'ala di sinistra del PSI passarono al PKI e con loro vari studenti dell'associazione giovanile socialista.
L'11 agosto 1948 Musso tornò a Giacarta dopo essere stato nuovamente in URSS. Egli riorganizzò i quadri dirigenti del PKI e delineò un nuovo programma per la ricostruzione del Partito. A seguito della ritirata olandese, il PKI ordinò alle proprie forze armate di non proseguire la guerriglia. Tuttavia, diversi guerriglieri si rifiutarono e diedero inizio a diverse insurrezioni anche contro la dirigenza del Partito, invocando la creazione di una "repubblica sovietica indonesiana". Musso richiese calma e prudenza, ma i guerriglieri si rifiutarono di dargli ascolto e furono soppressi dall'esercito governativo.
Il PKI passò un altro periodo di repressione e lo stesso Musso fu ucciso. Molti membri sopravvissuti della dirigenza ripararono in Cina. Nel 1950 il Partito si riorganizzò nuovamente. In questo periodo, il PKI fornì supporto alle posizioni anticolonialiste del presidente Sukarno, pur senza interrompere la propria attività rivoluzionaria e guidando in prima linea le lotte operaie dell'epoca. Sotto la presidenza di Aidit il PKI crebbe rapidamente: passò da 5.000 membri nel 1950 fino a 1.5 milioni nel 1959.
Nel 1955 il PKI ottenne il 16% dei voti e vari seggi all'Assemblea Costituente. Nel 1957 si scatenò una nuova ondata anticomunista: varie sedi del PKI furono prese d'assalto e alcuni parlamentari chiesero anche la soppressione del Partito. Tenendo a mente gli errori dell'immediato dopoguerra, il PKI non ricorse alla violenza disorganizzata. Nel febbraio 1958 gli Stati Uniti commissionarono un colpo di Stato dei militari e delle forze dell'estrema destra.
Il 15 febbraio il colonnello Hussein dichiarò la formazione del Governo Rivoluzionario della Repubblica d'Indonesia. Nell'area sotto il suo controllo, il governo rivoluzionario diede subito la caccia ai membri del PKI. Il Partito appoggiò dunque il presidente Sukarno nella soppressione del golpe, che fu sedato entro l'anno. Benché supportasse Sukarno in funzione anticolonialista, il PKI non si trattenne dal criticarlo. Nel 1960, per esempio, il PKI denunciò vigorosamente alcune scelte antidemocratiche del governo.
Con un notevole supporto popolare e circa 3 milioni di membri, il PKI era il più forte partito comunista dopo quelli dell'Unione Sovietica e della Cina. Il Partito usufruiva di varie organizzazioni: l'Organizzazione Centrale di Lavoro di tutti gli Indonesiani, la Gioventù Popolare, il Movimento delle Donne Indonesiane, il Fronte Contadino Indonesiano, l'Associazione della Cultura Popolare e l'Associazione degli Studenti Indonesiani. Nel marzo 1962 alcuni dirigenti comunisti divennero viceministri o sottosegretari del governo di Sukarno.
Così facendo, essi portarono avanti delle battaglie per respingere la proposta di creare una "confederazione malese" fra Malaysia, Indonesia e Filippine, promossero la formazione di volontari per combattere inglesi e australiani in Malesia e confiscarono le proprietà britanniche in Indonesia. Nella crescente crisi sino-sovietica, dovuto al "rapporto segreto" di Chruščёv su Stalin, il PKI si schierò dalla parte della Cina ed ebbe stretti contatti con il Partito Comunista Cinese ed il Partito dei Lavoratori del Vietnam.

## La liquidazione
Negli anni sessanta avvenne una profonda crisi economica. Nel dicembre 1964 un esponente del Partito Murba accusò il PKI di stare preparando un colpo di Stato, ma lo stesso Sukarno respinse l'ipotesi. Temendo una nuova repressione anticomunista, il PKI chiamò alla mobilitazione popolare per armarsi. I quadri militari del Partito cominciarono ad addestrare semplici cittadini, operai e contadini all'uso delle armi. Aidit ordinò alle forze del Partito di stare sempre in allerta.
Il 30 settembre 1965 il PKI convocò una grande manifestazione a Giacarta contro la crisi economica e l'inflazione alle stelle. Nella notte, sei generali furono uccisi e il PKI fu subito accusato degli assassinii. Il Partito respinse le accuse e dichiarò che si trattava di un complotto contro i comunisti. Il generale Suharto spinse allora Sukarno a consolidare il potere dei militari e a reprimere duramente il PKI. Il 2 ottobre l'esercito attaccò e catturò la base di Halim, dove si stavano svolgendo le esercitazioni dell'esercito del PKI.
Il 6 ottobre Suharto formò il proprio governo e fece arrestare i viceministri comunisti. In ottobre cominciò la repressione: le sedi del PKI furono distrutte e i gruppi islamici di Ansor aiutarono i militari a massacrare oltre un centinaio di comunisti. Oltre 300.000 comunisti e i loro familiari, o semplici sospettati di avere rapporti con il PKI, furono uccisi dai militari di Suharto. La stessa CIA fornì all'esercito indonesiano una lista di sospettati comunisti. Il 22 novembre, Aidit fu catturato e giustiziato. Il 12 marzo Suharto mise formalmente al bando il PKI, tutte le sue organizzazioni e tutti i movimenti progressisti indonesiani.

## Dopo il 1965
Negli eventi del 30 settembre diversi quadri del Partito non erano in Indonesia e ciò probabilmente salvò loro la vita: una massiccia delegazione si trovava infatti a Pechino per prendere parte alle celebrazioni della fondazione della Repubblica Popolare Cinese (1º ottobre), mentre altri erano a studiare nell'Est europeo. Il PKI continuò a lavorare in esilio.
La nuova dirigenza del Partito fece una severa autocritica per avere supportato Sukarno, che poi non si era mosso per impedire la repressione anticomunista di Suharto. Nel 1999, a seguito della caduta di Suharto, il presidente Wahid invitò i comunisti a rientrare in patria, proponendo di aprire una discussione con tutte le forze politiche per allentare le restrizioni anticomuniste e ritornare alla Costituzione del dopoguerra. La sua proposta fu però respinta dai conservatori islamici, mentre l'esercito promise un "comprensivo e meticoloso studio" della proposta, pur respingendola "provvisoriamente".